# Iberis obovata
Iberis obovata är en korsblommig växtart som beskrevs av Carl von Linné. Iberis obovata ingår i släktet iberisar, och familjen korsblommiga växter. Inga underarter finns listade i Catalogue of Life.